# Metal Open Air
Le Metal Open Air (abrégé MOA) est un festival de rock et metal, organisé entre le 20 et le 22 avril 2012 au Parque Independência, São Luís, Maranhão, au Brésil. Le festival est annulé le dernier jour. En raison de problèmes liés au paiement des artistes, à l'hébergement et à la sécurité du public, le festival est annulé le dernier jour,. 

## Histoire
À la mi-octobre 2011, avant que le festival ne soit officiellement annoncé, des rumeurs circulent sur les réseaux sociaux selon lesquelles la capitale du Maranhão accueillerait une édition du festival allemand Wacken Open Air. En conséquence, les organisateurs du Wacken Open Air et du Metal Open Air font leurs déclarations respectives :

« Profitant de l'occasion, nous aimerions vous dire que nous sommes une fois de plus impatients d'accueillir nos invités d'Amérique du Sud au W:O:A 2012 ! Holger Huebner (organisateur du W:O:A) : « D'un côté, le W:O:A est fait par les groupes et le lieu, mais ce n'est pas la chose la plus importante, le W:O:A, c'est l'atmosphère et ce sont les fans. Année après année, les metalleux d'Amérique du Sud sont responsables d'une grande partie de cette atmosphère ! Pour tous ceux qui sont un peu déçus, nous aimerions recommander la W:O:A Metal Battle. Elle se déroule au même moment dans 31 pays du monde entier. Des tonnes de concerts et parmi eux, au Brésil, nous avons déjà eu un vainqueur international (Torture Squad) »

— metal-battle.com

« Concernant les doutes sur le lien entre cet événement et le Wacken Open Air : Nous confirmons qu'il y a eu des discussions avancées avec les organisateurs du Wacken Open Air pour organiser les Wacken Rocks Brazil à São Luis, mais comme la négociation n'a pas abouti, une nouvelle stratégie de marque et un nouveau partenariat ont été définis, créant ainsi le Metal Open Air. À aucun moment, il n'y a eu de tentative de tirer un avantage indu de la marque WOA, puisqu'elle était en cours de négociation jusqu'à il y a quelques jours. »

En fait, à l'origine, il devait être la version brésilienne du  Wacken Open Air allemand et des négociations sont menées pour utiliser la marque au Brésil. Cependant, les négociations échouent car les organisateurs n'ont pu obtenir l'autorisation officielle d'utiliser le nom, et ils décident donc de le changer en Metal Open Air. Les premiers détails de l'événement sont dévoilés en novembre 2011. Au départ, 40 groupes (20 nationaux et 20 internationaux) devaient être présents, un nombre qui augmentera au fur et à mesure que le festival approchait pour atteindre 47 groupes. À partir de ce moment, plusieurs groupes, dont Shaman, Megadeth, Symphony X et Anthrax, commencent à confirmer leurs performances, bien que certains aient annulé, comme Shadowside, Krisiun et Volbeat, principalement pour des raisons logistiques.

## Programmation
Entre février et mars 2012, l'organisation annonce l'ordre suivant (les noms en gras sont en premier/dernier ; El Diablo est un groupe de divertissement qui préparait des soirées rock, après chaque représentation en premier/dernier) :
| Vendredi 20 avril | Samedi 21 avril | Dimanche 22 avril |
| --- | --- | --- |
| - Semblant - Ânsia de Vômito - Drowned (pt) - Hangar - Almah - Orphaned Land * - Torture Squad - Exciter * - Anvil * - Destruction * - Exodus * - Symphony X * - Megadeth * - El Diablo : Fúria Louca + Fetish Dolls | - Terra Prima - Ácido - Obskure - Dark Avenger - Shadowside - Stress - Legion of the Damned - Andre Matos - Korzus * - U.D.O. - Grave Digger - Blind Guardian - Anthrax - Rock and Roll All Stars - El Diablo : Carro Bomba + Fetish Dolls | - Expose Your Hate - Megaherz - Unearthly - Attomica - Motorocker - Matanza - Otep - Shaman - Ratos de Porão - Obituary - Dio Disciples - Fear Factory - Annihilator - Saxon - Venom - El Diablo : Baranga + Fetish Dolls |

Les groupes marqués d'un * sont ceux qui ont réussi à donner leur concert, même si ce n'est qu'avec peu d'enthousiasme ou de façon précaire. La première/dernière tête d'affiche du deuxième jour, les Rock and Roll All Stars, était un supergroupe composé de Gene Simmons, Joe Elliott, Matt Sorum, Duff McKagan, Gilby Clarke, Glenn Hughes, Ed Roland, Gilby Clarke, Glenn Hughes, Sebastian Bach, Steve Stevens, Mike Inez, Billy Duffy et Charlie Sheen, qui était censé être le maître de cérémonie du festival.

## Annulation

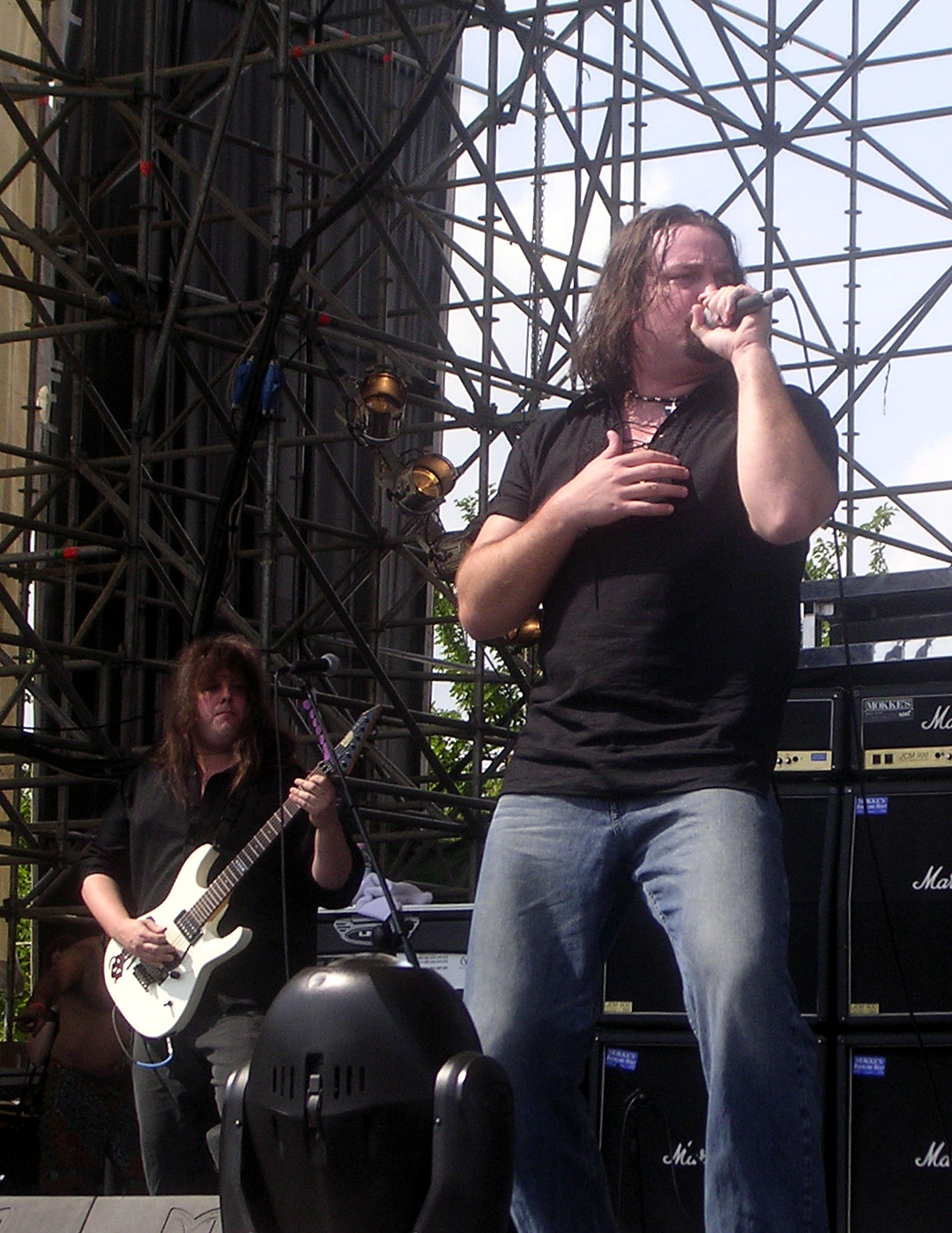
Michael Romeo (à gauche) et Russell Allen (à droite), ici en 2004 ; Symphony X est l'un des seuls groupes à s'être présenté au festival.

Quelques heures avant et pendant le festival, plusieurs groupes annulent leur prestation. Lorsque le festival commence, le 20 avril, à présenter un manque total de structure : il n'y a ni sanitaires, ni sécurité, ni point de vente de nourriture, et pas d'hygiène élémentaire dans les installations de camping. Trois jours plus tard, le festival est annulé car les fournisseurs de son, d'éclairage, de scène et de coulisses n'avaient pas été payés par l'un des producteurs, Lamparina Filmes e Produções, qui a décidé de démanteler toute la structure. L'autre producteur du festival était Negri Concerts, propriété de Felipe Negri. La même chose se produite avec de nombreux groupes engagés, qui refusent de jouer car n'ayant pas reçu d'avance financière,,,,,.
Le groupe britannique de thrash metal Venom, par exemple, voit son visa envoyé par erreur en Afrique au lieu du Brésil, ce qui l'empêche de participer au MOA et à deux autres festivals sud-américains. Hansi Kürsch, chanteur du quatuor allemand de power metal Blind Guardian, déclare : « En 25 ans de carrière [...], on a réussi à éviter les annulations jusqu'à présent. Malheureusement, on a connu une bien triste fin ici à São Luís. En raison d'énormes problèmes techniques et administratifs, on a été contraints d'annuler le spectacle de ce soir. On comprend que la direction locale n'a pas été en mesure de garantir une bonne ambiance de festival. Les choses sont compliquées ici. On est très tristes de cette situation totalement insatisfaisante, mais les erreurs commises par le promoteur local ont rendu impossible un spectacle improvisé. [...] À l'avenir, on sera plus prudents lorsqu'on confirmera de tels festivals ».
Les membres de Terra Prima n'ont pas reçu leurs billets d'avion pour São Luís ni la confirmation de leur hébergement dans la ville.
Symphony X, l'un des rares groupes à avoir réussi à monter sur scène et à jouer, poste une note quelques jours plus tard, remerciant ses fans pour le spectacle et critiquant la structure de l'événement : « Nous voulons remercier les fans d'être venus vendredi soir ! Nous avons failli devoir annuler le concert pour des raisons techniques et nous n'avons su si nous allions vraiment jouer qu'une heure avant le concert, qui avait déjà été reporté de deux heures. Le manque d'organisation et le chaos qui ont régné lors de l'événement, et qui ont également été remarqués par les médias, ont contraint de nombreux groupes à annuler leurs concerts. C'est injuste pour les fans présents et, malheureusement, ces derniers ont été privés de nombreuses représentations ».
Dave Mustaine, de Megadeth, remercie également ses fans et déploré l'organisation du festival : « Aux fans de la nuit dernière à São Luís, merci. C'est tout ce que je peux dire. Un grand et méga merci ! Le concert d'hier soir à São Luis a été très difficile, mais nous avons réussi ! [...] On m'a dit que de nombreux talents avaient choisi de ne pas venir. J'ai également appris que les billets coûtaient 450 reais pour le week-end, trois jours, et 250 reais pour un seul jour. Le citoyen moyen de cette région gagne environ 28 reais par jour, vous pouvez donc faire le calcul. [...] Nous jouions, après tout. On ne jouait plus pour le promoteur, on jouait pour les gens ! »
Au final, 30 des 47 groupes invités annulent leur prestation, en raison de graves problèmes logistiques, structurels et financiers liés au festival. Quant aux fans, certains ont dû camper à l'intérieur d'écuries, avec pratiquement pas d'électricité, un manque de commerces, et de produits d'hygiène, et un seul sanitaire publique,. Le festival est lui aussi annulé. 